# Matthew Pratt

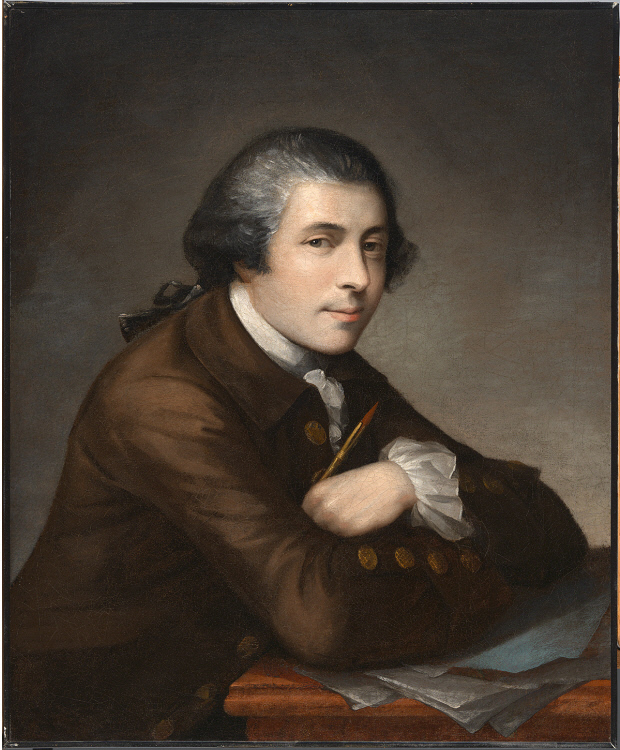
Matthew Pratt: Self-Portrait (1764). National Portrait Gallery, Washington D. C.

Matthew Pratt (* 23. September 1734 in Philadelphia, Province of Pennsylvania; † 9. Januar 1805 ebenda) war ein US-amerikanischer Porträtmaler des 18. Jahrhunderts.

## Leben
Matthew Pratt wurde 1734 in Philadelphia in eine wohlhabende und kunstinteressierte Familie hineingeboren. Seine erste Ausbildung als Maler erhielt er bei seinem Schwager James Claypoole, der in Philadelphia als Maler und Dekorateur angesehen war. 1764 begleitete Pratt den jungen Künstler John Singleton Copley nach England, wo er in das Atelier von Benjamin West aufgenommen wurde. Er blieb mehrere Jahre dort und bildete sich künstlerisch weiter. Besonders der Kontakt zu West hatte großen Einfluss auf seine malerische Entwicklung.
1768 kehrte er nach Amerika zurück und ließ sich dauerhaft in Philadelphia nieder, wo er eine erfolgreiche Laufbahn als Porträtmaler begann. Er heiratete Elizabeth Moore und hatte mehrere Kinder. Neben seiner künstlerischen Tätigkeit war er auch als Lehrer tätig und bildete unter anderem seinen Sohn Henry Charles Pratt aus, der später ebenfalls als Maler arbeitete. Pratt blieb bis zu seinem Tod im Jahr 1805 in Philadelphia aktiv.

## Werk

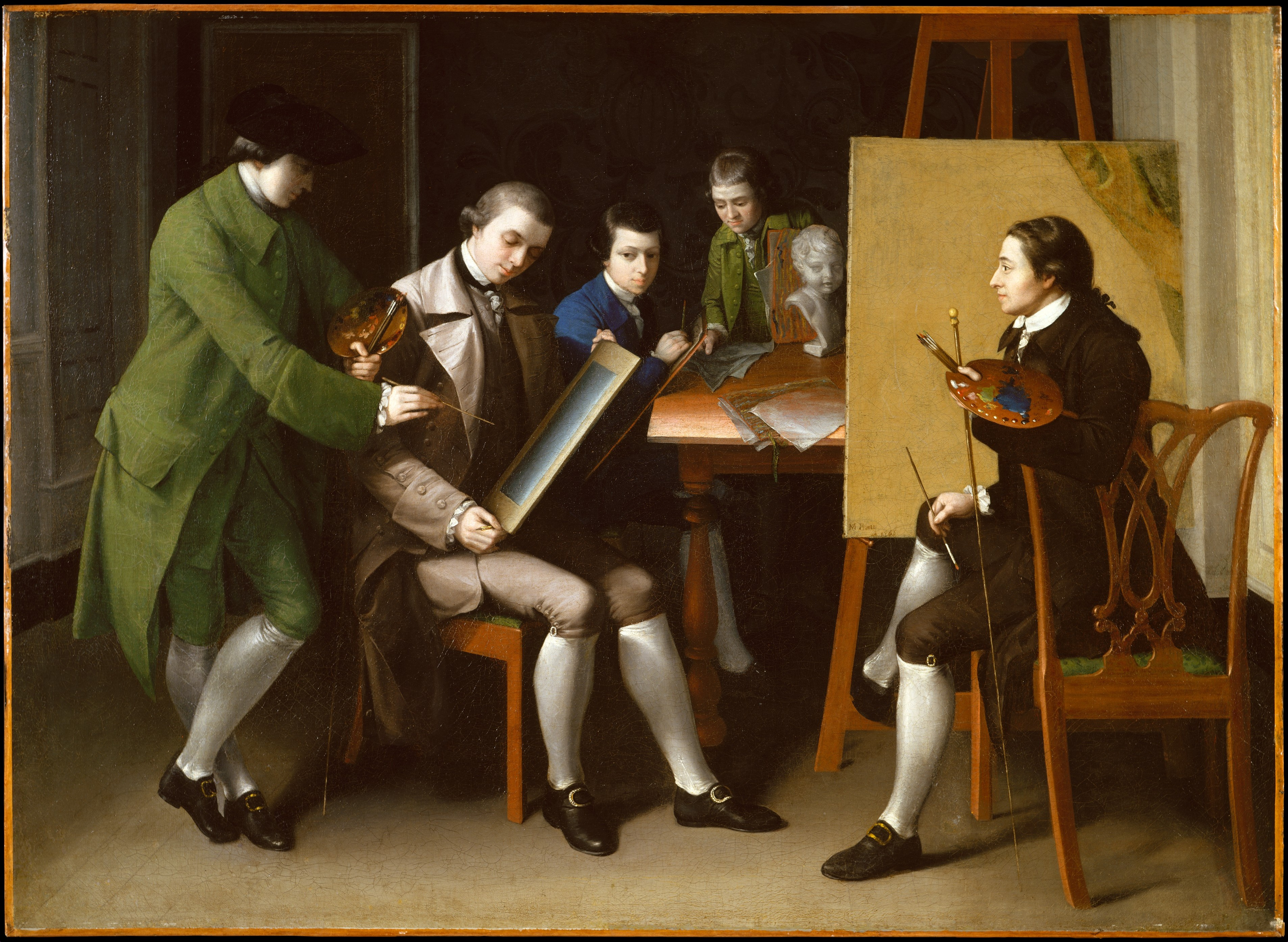
Matthew Pratt: The American School (1765). Metropolitan Museum of Art, New York City

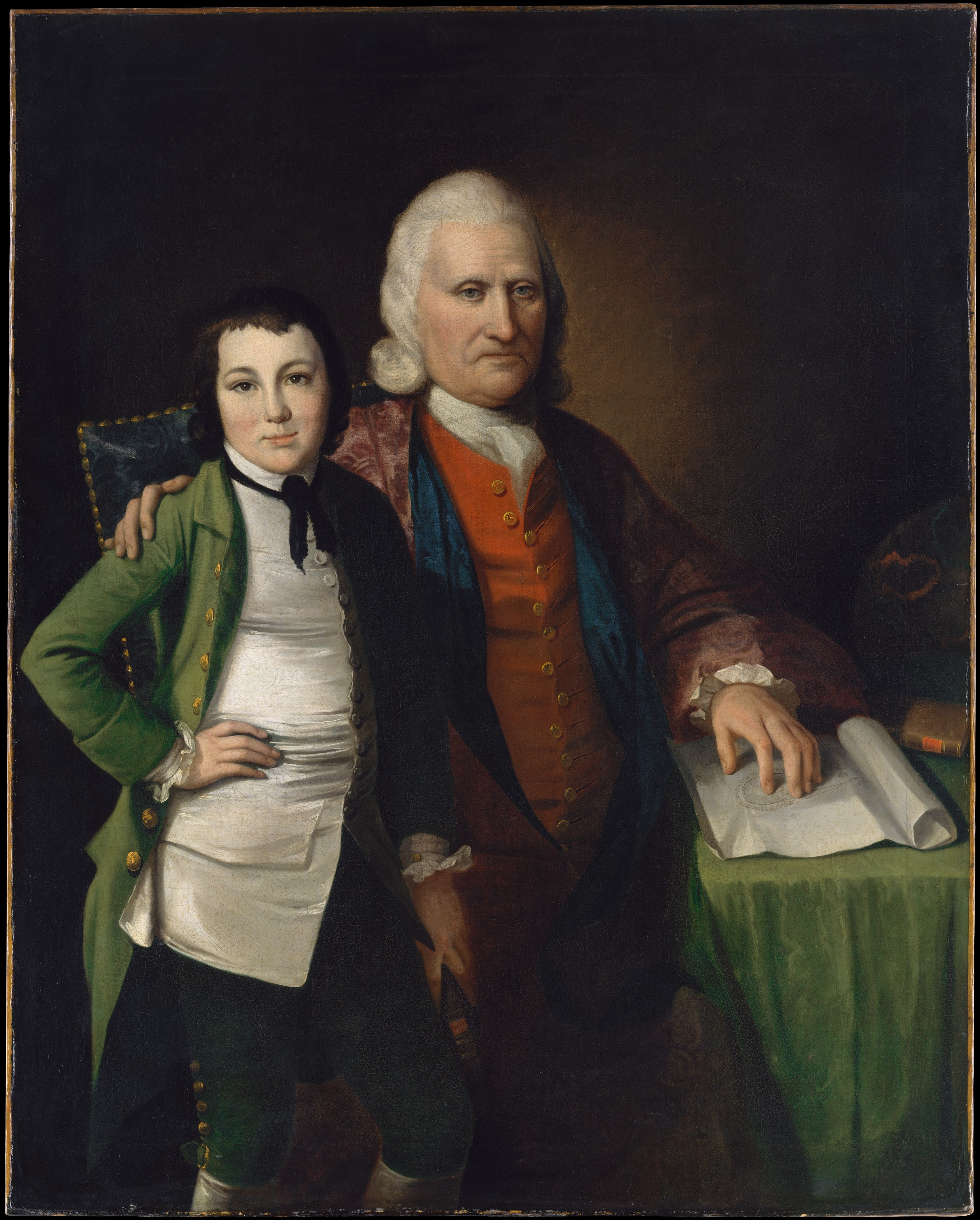
Matthew Pratt: Cadwallader Colden and His Grandson Warren De Lancey (1772). Metropolitan Museum of Art, Washington D. C.

Matthew Pratt war ein Vertreter der kolonialamerikanischen Porträtmalerei. Sein bekanntestes Werk ist das im Jahr 1765 entstandene Gemälde The American School, das eine Gruppe junger amerikanischer Künstler im Atelier von Benjamin West zeigt. Das Gemälde ist nicht nur ein frühes Beispiel für amerikanische Gruppenporträts, sondern auch ein kulturhistorisches Dokument über die Ausbildung amerikanischer Künstler in Europa. Matthew Pratt arbeitete überwiegend mit Öl auf Leinwand. Sein Stil war geprägt von einer Verbindung aus barocker Komposition, britischem Einfluss und amerikanischer Schlichtheit. Er zeigte ein besonderes Gespür für die Darstellung von Kleidung, Texturen und individuellen Gesichtszügen. In seinen Porträts sind häufig Angehörige der wohlhabenden, städtischen Gesellschaft Philadelphias zu sehen.